# Хонсуемхеб и призрак
«Беседы первосвященника Амона Хонсуемхеба с призраком» — древнеегипетское литературное произведение (история с призраком) периода Рамессидов (XIII—XII века до н. э.). По сюжету, главный герой — жрец по имени Хонсуемхеб (егип. Hnsw-m-hb означает «ликующий Хонсу») встречает беспокойного призрака и пытается ему помочь.

## Сюжет
Начало истории утрачено, однако сюжетная канва подразумевает, что некий человек провёл ночь у гробницы в фиванском некрополе, где он встретил очень беспокойного духа, который все время воет. Местные жители говорят, что этот дух исполняет любые желания. Затем мужчина отправился к первосвященнику Амона в Карнаке по имени Хонсуемхеб и рассказал о содеянном. Хонсуемхеб не мог решить один важный вопрос и все время обращался за помощью, но так и не нашел способ. Услышав эту истории Хонсуемхеб решает пробудить призрака.  
Текст начинается с того, что Хонсуемхеб обращается с крыши к богам небес, богам земли, богам иного мира, чтобы они прислали ему этого почтенного духа. Когда тот появляется, то тотчас отвечает как решить вопрос Хонсуемхеба и советует ему поспать у его могилы, чтобы увидеть пророческий сон. Хонсуемхеб спрашивает его имя, его матери и отца, чтобы он вознес им жертву. Он отвечает, что он Небусемех, сын Анхмена и госпожи Тамшас. Хонсуемхеб предлагает восстановить гробницу и предоставить позолоченный гроб из зизифуса покойному, чтобы успокоить его дух.  Но дух не верит словам первосвященника. Дух отвечает, что не чрезмерна жара для того, кто терзаем ветрами зимой; не голоден тот, кто не ведает пищи; не стареет камень с веками, а рушится. Жреца потрясают его слова. В ответ он плачет и просит рассказать о своей несчастной судьбе, иначе он откажется от пищи, воды, воздуха и дневного света.
Небусемех рассказывает о своей прошлой жизни, когда он был казначеем, военным чиновником и начальником сокровищницы при фараоне Рахотепе. После смерти Небусемеха летом 14 года правления фараона Ментухотепа, этот правитель подарил ему набор каноп, алебастровый саркофаг и усыпальницу в десять локтей. Однако века не пощадили гробницу, которая частично разрушалась, и ветры проникли в погребальную камеру. И до Хонсуемхеба многие обещали восстановить гробницу, но не сдержали обещания. Хонсуемхеб же клянётся исполнить любое требование призрака и предлагает послать десять слуг, чтобы совершить ежедневные подношения в его гробнице. Призрак сокрушается, что эта идея бесполезна.
Далее говорится о трёх мужчинах, присланных Хонсуемхебом, которые ищут подходящее место для строительства новой гробницы призраку. Они находят идеальное место в Дейр-эль-Бахри, недалеко от заупокойного храма Ментухотепа II и возвращаются в Карнак, где служит Хонсуемхеб. Радостный Хонсуемхеб сообщает главе служения Амона Менкау о своём плане.
Здесь текст обрывается, но вполне вероятно, что Хонсуемхебу удалось осуществить свой план и успокоить призрака.

## История
Произведение написано во время XIX-XX династии и по фрагментам восстановлено, поскольку сохранилось на разных остраконах, хранящихся ныне в Египетском музее Турина (n. S.6619), Музее истории искусств Вены (№ 3722а), Лувре Парижа (№ 667 + 700) и Национальном археологическом музее Флоренции (№ 2616, 2617). Туринский остракон обнаружен последним в 1905 году в Дейр-эль-Медине Эрнесто Скиапарелли, поэтому Гастон Масперо в 1882 году дал иную реконструкцию сказки. Порядок чтения остраконов следующий:
- Туринский — начало;
- Венский — первое предложение Хонсуемхеба;
- Флорентийские 1 и 2 — Хонсуемхеб хочет помочь призраку;
- Луврский — последняя часть, касающаяся поиска новой усыпальницы.

В сказке содержатся различные непрояснённые моменты, открытые для интерпретаций. Один из них касается личности двух фараонов, которые, согласно рассказу, были современниками Небусемеха. Первый — Рахотеп — ранний фараон XVII династии, второй — Ментухотеп — спорная фигура, поскольку фиванский правитель с таким именем, живший приблизительно во времена Рахотепа, не правил 14 лет. Юрген фон Бекерат полагал, что оба царственных имени относятся к Рахотепу. Уильям Келли Симпсон же предположил, что первый автор намеревался сослаться на Ментухотепа II из XI династии, который упоминается также позже в этой истории. Симпсон утверждает, что автор не знал досконально историю Египта, поскольку Ментухотеп II правил примерно за пять веков до Рахотепа.
В Древнем Египте призраки (называемые akh) были похожи на их прежнее «я», а взаимодействия между призраками и живыми людьми рассматривались не столь сверхъестественно, нежели в наши дни.